# Alstroemeria graminea
Alstroemeria graminea är en alströmeriaväxtart som beskrevs av Rodolfo Amando Philippi. Alstroemeria graminea ingår i släktet alströmerior, och familjen alströmeriaväxter. Inga underarter finns listade i Catalogue of Life.